# Даграз
Даграз (вірм. Դահրազ, азерб. Dəhrəz) — село у Аскеранському районі Нагірно-Карабаської Республіки. Село розташоване на схід від Степанакерта та південь від Аскерана, біля сіл Гарав, Овсепаван, Вардадзор та Сарнахбюр.

## Пам'ятки
В селі розташована церква Сурб Аствацацін (19 ст.), церква «Кармір аветаран» (Червоне євангеліє) 18-19 ст., каплиця «Ріпсіме» 12-13 ст., середньовічна фортеця, кладовище 17-19 ст. та інше.